# Gagik Ier de Vaspourakan
Vous lisez un « bon article » labellisé en 2009.
Pour les articles homonymes, voir Gagik Ier.
Khatchik-Gagik ou plus simplement Gagik Ier Arçrouni (en arménien Գագիկ Ա Արծրունի ; né en 879/880 et mort entre 936/937 et 943/944) est un prince (de 904 à 908), puis un roi de Vaspourakan de 908 à 936/937 ou 943/944 de la famille arménienne des Arçrouni.
D'abord allié à l'émir sajide d'Azerbaïdjan, Yousouf, contre le roi bagratide Smbat Ier, il change de politique à la mort de ce dernier et rejoint les rangs de son successeur Achot II. Au cours de son règne, Gagik achève l'unification vasprakanienne lancée au IXe siècle.
Ce souverain se distingue en outre par son activité de bâtisseur et de mécène, dont le résultat le plus célèbre est l'église Sainte-Croix d'Aghtamar, située sur une île du lac de Van.

## Contexte
Depuis la fin du VIIe siècle, l'Arménie est une province sous domination arabe, dirigée par un ostikan (« gouverneur ») arabe représentant le Calife omeyyade puis abbasside, et est un champ de bataille entre celui-ci et l'Empire byzantin jusqu'au début du IXe siècle. Afin de renforcer leur autorité, ces ostikans implantent dans les diverses contrées arméniennes des émirs ; le Vaspourakan, province historique arménienne où sont situés les domaines des Arçrouni, n'échappe pas à la règle. Cette famille noble profite cependant des volontés d'autonomie des émirs locaux et de l'opposition qu'elles créent avec le gouverneur pour progressivement étendre son autorité dans la province : en 850 et sans que l'on sache trop comment, les Arçrouni sont ichkans (« princes ») de Vaspourakan. La reprise en main de l'Arménie par le général turc Bougha au nom du Calife al-Mutawakkil dans les années 850 affecte de nombreux nakharark, dont les Arçrouni ; ces derniers sont ensuite affaiblis par des dissensions familiales.

## Biographie

### Jeunesse et régence
Deuxième fils de Grigor-Dérénik, prince de Vaspourakan, et de Sophie Bagratouni, elle-même fille d'Achot Ier Bagratouni, roi bagratide d'Arménie, Gagik naît en 879 ou en 880. Grigor-Dérénik ayant été tué en 887 lors d'une embuscade tendue alors qu'il tente de soumettre l'émir de Her, ses trois fils mineurs (Achot-Sargis, Gagik et Gourgen) sont placés sous la régence d'un membre de la famille, Gagik Aboumerwan Arçrouni (régent de 887 à 888 puis anti-prince de Vaspourakan de 888 à 896) ; ce dernier tente alors de capter l'héritage, probablement avec l'aide de leur oncle Smbat Ier d'Arménie, et emprisonne les trois princes. Pour se racheter de sa défection lors d'une opération militaire menée par Smbat Ier en 898, il libère Gagik, qui le tue et délivre ses deux frères, permettant ainsi à son aîné Achot-Sargis de reprendre les rênes de la principauté. Smbat, pour se concilier ses trois neveux Arçrouni, élève Gagik au rang de général et Gourgen à celui de marzpan (« gouverneur »).
Achot-Sargis doit néanmoins faire allégeance à Afchin, émir sajide d'Azerbaïdjan et représentant du Calife abbasside, à qui il remet Gagik en otage ; après sept mois, il est remplacé par Gourgen qui, maltraité, s'échappe, provoquant l'occupation du Vaspourakan par Afchin jusqu'en 901.

### Prince de Vaspourakan
Gagik succède à son frère aîné Achot-Sargis en 904, tout en partageant son héritage avec son frère cadet Gourgen qui reçoit le sud-est des possessions des Arçrouni ; ces deux princes n'en restent pas moins fort proches et agissent de concert jusqu'à la mort de Gourgen (après 923), en « un paradigme de coopération harmonieuse ». Après avoir maté divers rebelles, dont son beau-père, un certain Grégoire-Abouhamza, ce prince doté de talents de stratège militaire et politique commence son œuvre de réduction des enclaves musulmanes dans le Vaspourakan ; Gagik prend ainsi la citadelle réputée imprenable d'Amiouk, sur la rive orientale du lac de Van, ce qui suscite des contre-attaques de chefs musulmans locaux, notamment à partir de la région du lac d'Ourmia. Il étend en outre sa suzeraineté sur les princes bagratides de Mokk et fait de ses possessions une entité cohérente, rivale potentielle du royaume bagratide d'Ani.
Selon Thomas Arçrouni, la prise d'Amiouk éveille la convoitise de Smbat Ier Bagratouni, oncle maternel de Gagik et roi d'Arménie, qui se voit livrer la citadelle par son gouverneur et qui la revend « fort cher » à Gagik. Le fossé entre les deux dynastes se creuse avec la question du Nakhitchevan, dépendance historique du Vaspourakan, que Smbat a remis à Smbat de Siounie en 902 mais que Gagik revendique ; le refus de Smbat fait basculer Gagik dans le camp opposé à Smbat et mené par Yousouf, émir d'Azerbaïdjan.

### Roi de Vaspourakan

Royaume de Vaspourakan, 908-1021.

Depuis plus d'un siècle, l'Arménie est dominée par deux familles rivales, les Bagratouni et les Arçrouni. En guerre contre le roi Smbat Ier Bagratouni, oncle maternel de Gagik, Yousouf, émir d'Azerbaïdjan, s'allie donc à Gagik et le couronne roi en 908, pour mieux diviser les dynastes arméniens, s'installer dans une position d'arbitre et ainsi contrer les Bagratouni, qu'il craint. La confirmation califale attend toutefois jusqu'en 919, avec la remise d'une nouvelle couronne.
Gagik se rend deux fois auprès de Yousouf afin de solliciter son intervention en sa faveur dans la question du Nakhitchevan, se joignant à lui lors de sa campagne victorieuse contre Smbat en 910, ce qui lui permet d'agrandir ses domaines jusqu'à l'Ararat au nord. Voyant cependant les ravages occasionnés aux Arméniens par cette campagne, Gagik cherche alors progressivement à prendre ses distances avec Yousouf. La mort et le martyre de Smbat Ier en 912 le font entrer en résistance, et il n'échappe aux représailles de l'émir qu'en se réfugiant dans les montagnes de Mokk ; en 919, Yousouf est disgracié. Gagik tente alors de profiter de la situation en menant des opérations vers le nord, le Nakhitchevan et Her mais échoue et se retrouve menacé. Le retour en grâce de Yousouf en 923 oblige Gagik à lui payer une lourde contribution et cause quelques exactions, prolongées sous le successeur de Yousouf, Nasr ; les luttes internes qui divisent le califat abbasside font toutefois que le Vaspourakan entre alors dans une période de paix, qui voit notamment le Catholicos Hovhannès V s'y réfugier vers 924 et s'établir sur l'île d'Aghtamar en 928. En outre, la mort de son frère Gourgen après 923 permet à Gagik de parachever l'unification vasprakanienne et de redresser le pays.
En 928 (ou 924/925), alors que l'empereur byzantin Romain Ier Lécapène reconnaît l'accession à la dignité royale de Gagik et le fait archonte des archontes, la mort sans héritier du successeur de Smbat Ier, Achot II, permet à Gagik, alors le plus puissant des dynastes arméniens, de jouer un rôle important : il invite les nakharark, qui suivent cette invitation, à confier le trône bagratide au frère du défunt, Abas.
Gagik meurt entre 936/937 et 943/944, et est peut-être enseveli dans la nécropole des Arçrouni, Varagavank. Son fils aîné Dérénik-Achot lui succède.

## Famille

### Descendance
De son union avec Mlké, fille de Grégoire-Abouhamza Arçrouni, Gagik laisse deux fils :
- Dérénik-Achot, roi de Vaspourakan ;
- Abousahl-Hamazasp, roi de Vaspourakan.

Les descendants en ligne directe de Gagik se maintiennent à la tête du royaume jusqu'en 1021/1022, date de son annexion à l'Empire byzantin.

### Parentèle simplifiée
Les principaux liens familiaux de Gagik peuvent se résumer au moyen de l’arbre suivant :
|                                                 |                                                 | Achot Ier Prince de Vaspourakan                 | Achot Ier Prince de Vaspourakan                 | Achot Ier Prince de Vaspourakan                 | Achot Ier Prince de Vaspourakan                 | Achot Ier Prince de Vaspourakan      | Achot Ier Prince de Vaspourakan      |                                      |                                      | Hranouch                             | Hranouch                             | Hranouch                           | Hranouch                           | Hranouch                         | Hranouch                         |                                          |                                          |                                          |                                          |                                          |                                          | Achot Ier Roi d'Arménie | Achot Ier Roi d'Arménie | Achot Ier Roi d'Arménie              | Achot Ier Roi d'Arménie              | Achot Ier Roi d'Arménie              | Achot Ier Roi d'Arménie              |                                      |                                      | Katranide               | Katranide               | Katranide                        | Katranide                        | Katranide                        | Katranide                        |                                  |                                  |  |  |  |  |  |  |  |  |
|                                                 |                                                 | Achot Ier Prince de Vaspourakan                 | Achot Ier Prince de Vaspourakan                 | Achot Ier Prince de Vaspourakan                 | Achot Ier Prince de Vaspourakan                 | Achot Ier Prince de Vaspourakan      | Achot Ier Prince de Vaspourakan      |                                      |                                      | Hranouch                             | Hranouch                             | Hranouch                           | Hranouch                           | Hranouch                         | Hranouch                         |                                          |                                          |                                          |                                          |                                          |                                          | Achot Ier Roi d'Arménie | Achot Ier Roi d'Arménie | Achot Ier Roi d'Arménie              | Achot Ier Roi d'Arménie              | Achot Ier Roi d'Arménie              | Achot Ier Roi d'Arménie              |                                      |                                      | Katranide               | Katranide               | Katranide                        | Katranide                        | Katranide                        | Katranide                        |                                  |                                  |  |  |  |  |  |  |  |  |
|                                                 |                                                 |                                                 |                                                 |                                                 |                                                 |                                      |                                      |                                      |                                      |                                      |                                      |                                    |                                    |                                  |                                  |                                          |                                          |                                          |                                          |                                          |                                          |                         |                         |                                      |                                      |                                      |                                      |                                      |                                      |                         |                         |                                  |                                  |                                  |                                  |                                  |                                  |  |  |  |  |  |  |  |  |
|                                                 |                                                 |                                                 |                                                 |                                                 |                                                 |                                      |                                      |                                      |                                      |                                      |                                      |                                    |                                    |                                  |                                  |                                          |                                          |                                          |                                          |                                          |                                          |                         |                         |                                      |                                      |                                      |                                      |                                      |                                      |                         |                         |                                  |                                  |                                  |                                  |                                  |                                  |  |  |  |  |  |  |  |  |
|                                                 |                                                 |                                                 |                                                 |                                                 |                                                 | Grigor-Dérénik Prince de Vaspourakan | Grigor-Dérénik Prince de Vaspourakan | Grigor-Dérénik Prince de Vaspourakan | Grigor-Dérénik Prince de Vaspourakan | Grigor-Dérénik Prince de Vaspourakan | Grigor-Dérénik Prince de Vaspourakan |                                    |                                    |                                  |                                  |                                          |                                          | Sophie                                   | Sophie                                   | Sophie                                   | Sophie                                   | Sophie                  | Sophie                  |                                      |                                      | Smbat Ier Roi d'Arménie              | Smbat Ier Roi d'Arménie              | Smbat Ier Roi d'Arménie              | Smbat Ier Roi d'Arménie              | Smbat Ier Roi d'Arménie | Smbat Ier Roi d'Arménie |                                  |                                  |                                  |                                  |                                  |                                  |  |  |  |  |  |  |  |  |
|                                                 |                                                 |                                                 |                                                 |                                                 |                                                 | Grigor-Dérénik Prince de Vaspourakan | Grigor-Dérénik Prince de Vaspourakan | Grigor-Dérénik Prince de Vaspourakan | Grigor-Dérénik Prince de Vaspourakan | Grigor-Dérénik Prince de Vaspourakan | Grigor-Dérénik Prince de Vaspourakan |                                    |                                    |                                  |                                  |                                          |                                          | Sophie                                   | Sophie                                   | Sophie                                   | Sophie                                   | Sophie                  | Sophie                  |                                      |                                      | Smbat Ier Roi d'Arménie              | Smbat Ier Roi d'Arménie              | Smbat Ier Roi d'Arménie              | Smbat Ier Roi d'Arménie              | Smbat Ier Roi d'Arménie | Smbat Ier Roi d'Arménie |                                  |                                  |                                  |                                  |                                  |                                  |  |  |  |  |  |  |  |  |
|                                                 |                                                 |                                                 |                                                 |                                                 |                                                 |                                      |                                      |                                      |                                      |                                      |                                      |                                    |                                    |                                  |                                  |                                          |                                          |                                          |                                          |                                          |                                          |                         |                         |                                      |                                      |                                      |                                      |                                      |                                      |                         |                         |                                  |                                  |                                  |                                  |                                  |                                  |  |  |  |  |  |  |  |  |
|                                                 |                                                 |                                                 |                                                 |                                                 |                                                 |                                      |                                      |                                      |                                      |                                      |                                      |                                    |                                    |                                  |                                  |                                          |                                          |                                          |                                          |                                          |                                          |                         |                         |                                      |                                      |                                      |                                      |                                      |                                      |                         |                         |                                  |                                  |                                  |                                  |                                  |                                  |  |  |  |  |  |  |  |  |
| Gagik Aboumerwan Arçrouni Régent de Vaspourakan | Gagik Aboumerwan Arçrouni Régent de Vaspourakan | Gagik Aboumerwan Arçrouni Régent de Vaspourakan | Gagik Aboumerwan Arçrouni Régent de Vaspourakan | Gagik Aboumerwan Arçrouni Régent de Vaspourakan | Gagik Aboumerwan Arçrouni Régent de Vaspourakan |                                      |                                      |                                      |                                      |                                      |                                      |                                    |                                    |                                  |                                  |                                          |                                          |                                          |                                          |                                          |                                          |                         |                         | Grigor-Abouhamza Arçrouni            | Grigor-Abouhamza Arçrouni            | Grigor-Abouhamza Arçrouni            | Grigor-Abouhamza Arçrouni            | Grigor-Abouhamza Arçrouni            | Grigor-Abouhamza Arçrouni            |                         |                         |                                  |                                  |                                  |                                  |                                  |                                  |  |  |  |  |  |  |  |  |
| Gagik Aboumerwan Arçrouni Régent de Vaspourakan | Gagik Aboumerwan Arçrouni Régent de Vaspourakan | Gagik Aboumerwan Arçrouni Régent de Vaspourakan | Gagik Aboumerwan Arçrouni Régent de Vaspourakan | Gagik Aboumerwan Arçrouni Régent de Vaspourakan | Gagik Aboumerwan Arçrouni Régent de Vaspourakan |                                      |                                      |                                      |                                      |                                      |                                      |                                    |                                    |                                  |                                  |                                          |                                          |                                          |                                          |                                          |                                          |                         |                         | Grigor-Abouhamza Arçrouni            | Grigor-Abouhamza Arçrouni            | Grigor-Abouhamza Arçrouni            | Grigor-Abouhamza Arçrouni            | Grigor-Abouhamza Arçrouni            | Grigor-Abouhamza Arçrouni            |                         |                         |                                  |                                  |                                  |                                  |                                  |                                  |  |  |  |  |  |  |  |  |
| Séda                                            | Séda                                            | Séda                                            | Séda                                            | Séda                                            | Séda                                            |                                      |                                      | Achot-Sargis Prince de Vaspourakan   | Achot-Sargis Prince de Vaspourakan   | Achot-Sargis Prince de Vaspourakan   | Achot-Sargis Prince de Vaspourakan   | Achot-Sargis Prince de Vaspourakan | Achot-Sargis Prince de Vaspourakan |                                  |                                  | Gagik Ier Prince puis roi de Vaspourakan | Gagik Ier Prince puis roi de Vaspourakan | Gagik Ier Prince puis roi de Vaspourakan | Gagik Ier Prince puis roi de Vaspourakan | Gagik Ier Prince puis roi de Vaspourakan | Gagik Ier Prince puis roi de Vaspourakan |                         |                         | Mlké                                 | Mlké                                 | Mlké                                 | Mlké                                 | Mlké                                 | Mlké                                 |                         |                         | Gourgen II Prince de Vaspourakan | Gourgen II Prince de Vaspourakan | Gourgen II Prince de Vaspourakan | Gourgen II Prince de Vaspourakan | Gourgen II Prince de Vaspourakan | Gourgen II Prince de Vaspourakan |  |  |  |  |  |  |  |  |
| Séda                                            | Séda                                            | Séda                                            | Séda                                            | Séda                                            | Séda                                            |                                      |                                      | Achot-Sargis Prince de Vaspourakan   | Achot-Sargis Prince de Vaspourakan   | Achot-Sargis Prince de Vaspourakan   | Achot-Sargis Prince de Vaspourakan   | Achot-Sargis Prince de Vaspourakan | Achot-Sargis Prince de Vaspourakan |                                  |                                  | Gagik Ier Prince puis roi de Vaspourakan | Gagik Ier Prince puis roi de Vaspourakan | Gagik Ier Prince puis roi de Vaspourakan | Gagik Ier Prince puis roi de Vaspourakan | Gagik Ier Prince puis roi de Vaspourakan | Gagik Ier Prince puis roi de Vaspourakan |                         |                         | Mlké                                 | Mlké                                 | Mlké                                 | Mlké                                 | Mlké                                 | Mlké                                 |                         |                         | Gourgen II Prince de Vaspourakan | Gourgen II Prince de Vaspourakan | Gourgen II Prince de Vaspourakan | Gourgen II Prince de Vaspourakan | Gourgen II Prince de Vaspourakan | Gourgen II Prince de Vaspourakan |  |  |  |  |  |  |  |  |
|                                                 |                                                 |                                                 |                                                 |                                                 |                                                 |                                      |                                      |                                      |                                      |                                      |                                      |                                    |                                    |                                  |                                  |                                          |                                          |                                          |                                          |                                          |                                          |                         |                         |                                      |                                      |                                      |                                      |                                      |                                      |                         |                         |                                  |                                  |                                  |                                  |                                  |                                  |  |  |  |  |  |  |  |  |
|                                                 |                                                 |                                                 |                                                 |                                                 |                                                 |                                      |                                      |                                      |                                      |                                      |                                      |                                    |                                    |                                  |                                  |                                          |                                          |                                          |                                          |                                          |                                          |                         |                         |                                      |                                      |                                      |                                      |                                      |                                      |                         |                         |                                  |                                  |                                  |                                  |                                  |                                  |  |  |  |  |  |  |  |  |
|                                                 |                                                 |                                                 |                                                 |                                                 |                                                 |                                      |                                      |                                      |                                      |                                      |                                      |                                    |                                    | Dérénik-Achot Roi de Vaspourakan | Dérénik-Achot Roi de Vaspourakan | Dérénik-Achot Roi de Vaspourakan         | Dérénik-Achot Roi de Vaspourakan         | Dérénik-Achot Roi de Vaspourakan         | Dérénik-Achot Roi de Vaspourakan         |                                          |                                          |                         |                         | Abousahl-Hamazasp Roi de Vaspourakan | Abousahl-Hamazasp Roi de Vaspourakan | Abousahl-Hamazasp Roi de Vaspourakan | Abousahl-Hamazasp Roi de Vaspourakan | Abousahl-Hamazasp Roi de Vaspourakan | Abousahl-Hamazasp Roi de Vaspourakan |                         |                         |                                  |                                  |                                  |                                  |                                  |                                  |  |  |  |  |  |  |  |  |

## Bâtisseur et mécène
Gagik se distingue comme souverain par ses nombreuses constructions : il relève ainsi forteresses et cités, comme Van (où il agrandit notamment le château de son père) et Vostan, et remet en état les canaux d'irrigation de l'époque urartéenne. Cette activité s'étend également dans le domaine religieux : de nombreux couvents se réclamaient de Gagik.
Civil et religieux se rejoignent dans son œuvre la plus célèbre, l'aménagement de l'île d'Aghtamar sur le lac de Van en une résidence royale : un palais doté de murailles y est construit, agrémenté de jardins et de fontaines, doté d'un port, et dont seule l'église Sainte-Croix (Sourp Nshan) subsiste aujourd'hui. Cette église est édifiée en 915-921 par un architecte nommé Manuel et se distingue par l'abondance de son décor sculpté, ce qui fait d'elle « un cas exceptionnel » ; parmi les sculptures figurent notamment une libation princière et un thème nouveau, qui sera ultérieurement repris dans l'architecture arménienne : Gagik est représenté offrant un modèle de l'église au Christ sur la façade occidentale de Sainte-Croix,. Le programme iconographique des façades implique en outre un parallèle entre Gagik et Adam et, par extension, règne de Gagik et paradis : ainsi, sur la façade orientale (donc en direction de l'emplacement originel du paradis), Gagik, entouré d'animaux paisibles et de grappes de raisin (renvoyant au vin sacramentel), figure dans un médaillon et surmonte un autre médaillon représentant Adam,.
Gagik est aussi connu comme mécène, que ce soit pour l'Évangile dit « de la reine Mlké » (son épouse), que le couple royal dote d'une reliure d'or et de perles, ou pour une staurothèque, deux objets précieux déposés au monastère de Varagavank.
|  |  |  |

## Interrogations religieuses
Byzance et l'Arménie sont divisées sur le plan religieux : l'Église arménienne n'a pas accepté les conclusions du concile de Chalcédoine (451). Mais cette division est loin d'être figée, notamment dans le Vaspourakan du Xe siècle qui connaît de violentes controverses, menant à terme à la création en 1113 d'un patriarcat dissident à Aghtamar.
C'est dans ce contexte que Gagik, que Thomas Arçrouni décrit pourtant comme un vaillant défenseur de la foi nationale soucieux de la santé spirituelle de ses sujets, et qui influence les élections des Catholicos succédant à Hovhannès V, écrit une lettre au Patriarche de Constantinople après 930 ; se souvenant de la foi commune que Grecs et Arméniens partageaient autrefois et espérant le retour de cette unité, il confie ne pas comprendre les arguments des théologiens et sollicite du Patriarche une explication de cette séparation.